# باشگاه ورزشی العداله
باشگاه فوتبال العداله (به عربی: نادي العدالة) یک باشگاه فوتبال عراقی می‌باشد. (به عربی: العدالة) در زبان عربی به معنای عدالت به‌کار می‌رود. این باشگاه بعد بازی در لیگ برتر عراق و یک درجه تنزل، اکنون در لیگ دسته دو عراق بازی می‌کند.